# José Alberto Monteiro
José Alberto Monteiro (Rio de Janeiro,  — ,  foi um proprietário de terras brasileiro do século XVIII. É considerado o primeiro "homem branco" a habitar as terras do atual município de Volta Redonda, situado na região Sul Fluminense.
Morador da cidade do Rio de Janeiro, em meados da década de 1760 partiu da então capital do vice-reino do Brasil em direção ao pouco conhecido à época Vale do Paraíba, ainda denominado "sertão bravio", onde fixou residência.
A região, que os jesuítas incluíam nas áreas de sua fazenda de Santa Cruz, era ainda povoada por índios das nações Puris e Coroados.
Em 1765, após obter do vice-rei Dom Antônio Álvares da Cunha, o Conde da Cunha, uma sesmaria à margem do rio Paraíba do Sul, onde é hoje se encontra a maior parte do território do município, foi para esta região, fundando uma fazenda no local onde atualmente funciona a usina da Companhia Siderúrgica Nacional (CSN) e sua vila operária (atual bairro Vila Santa Cecília).